# Simon Hegele

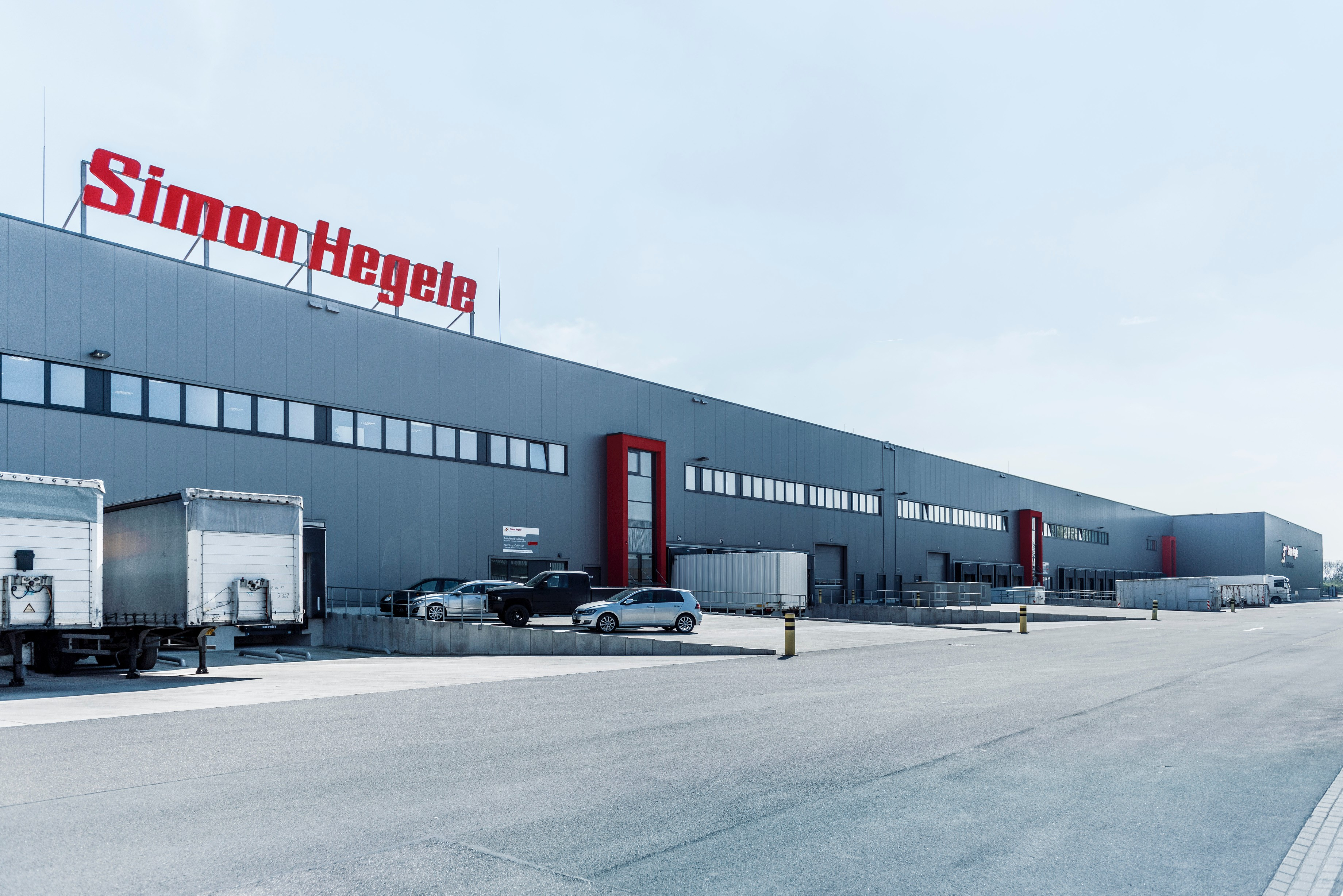
Niederlassung von Simon Hegele in Duisburg

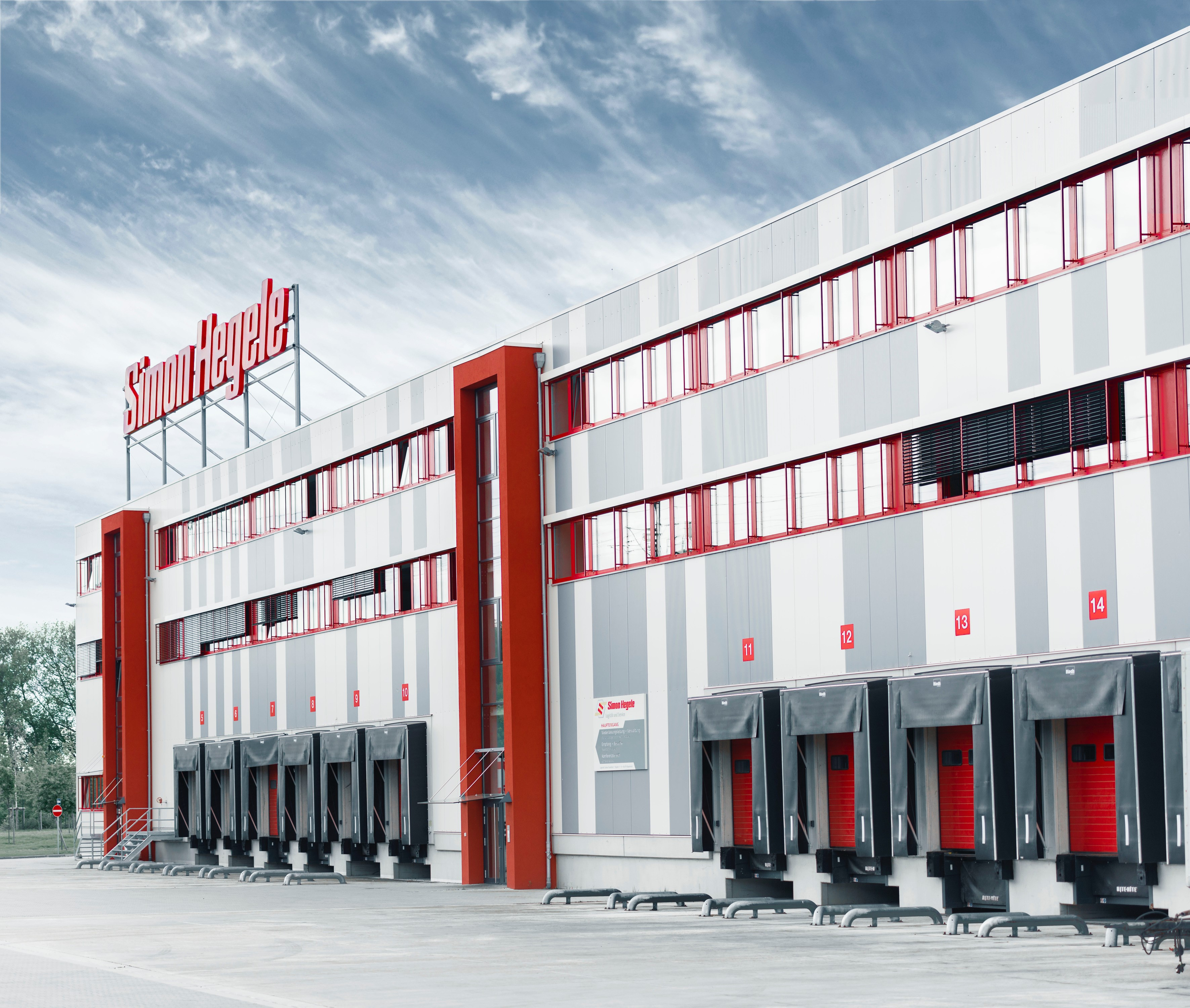
Niederlassung von Simon Hegele in Raunheim

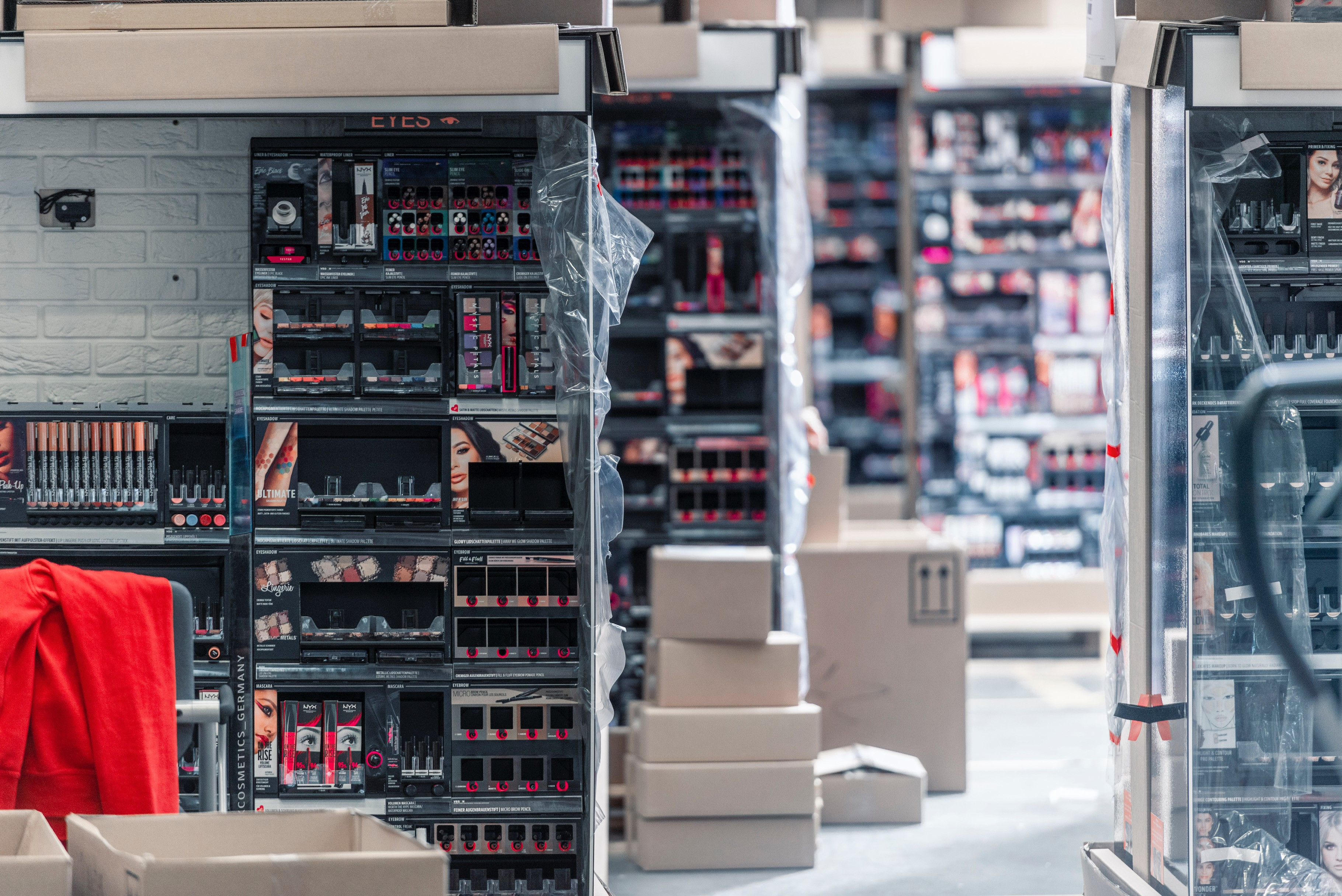
Lösungen für den Handel von Simon Hegele

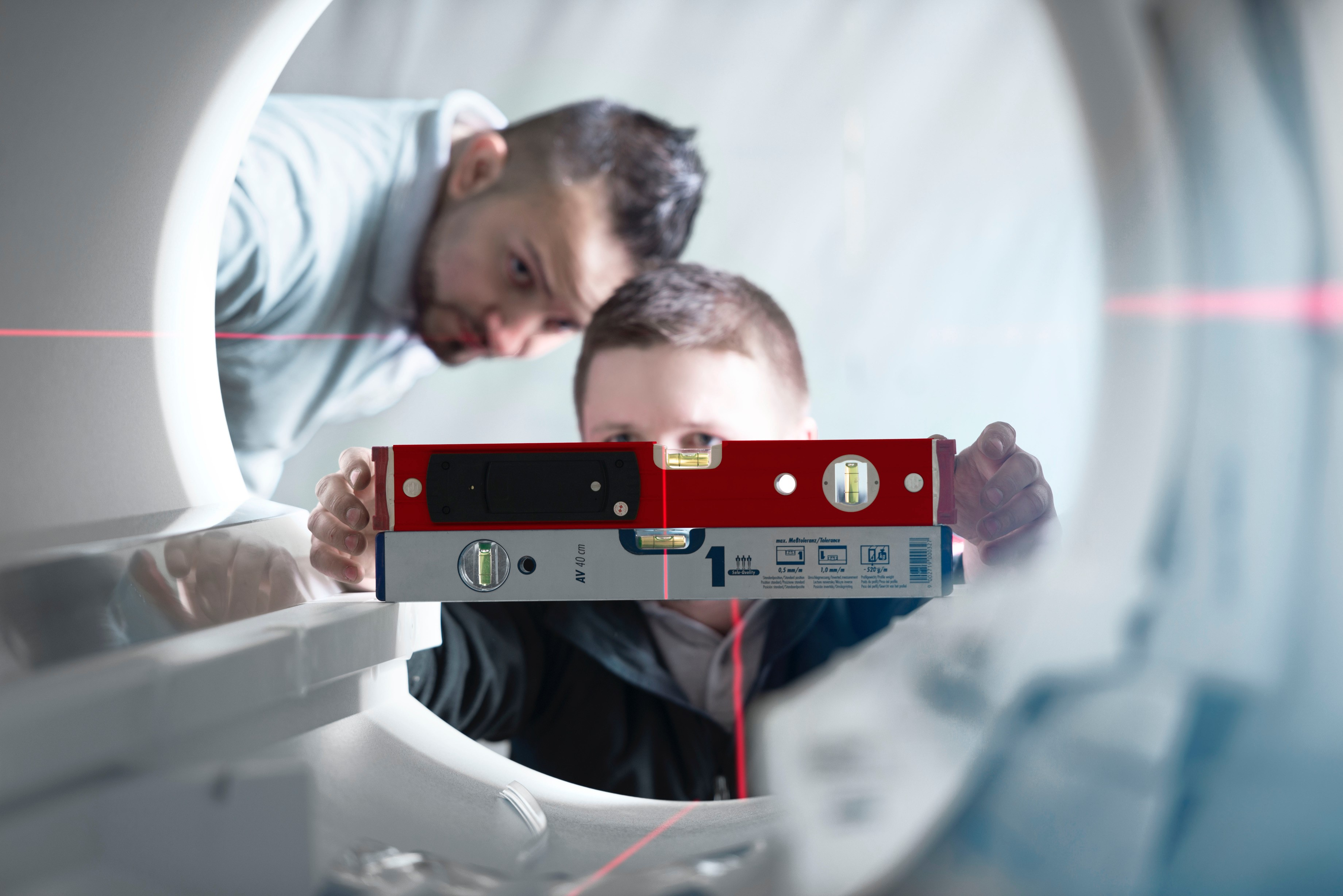
Lösungen für den Healthcare-Sektor von Simon Hegele

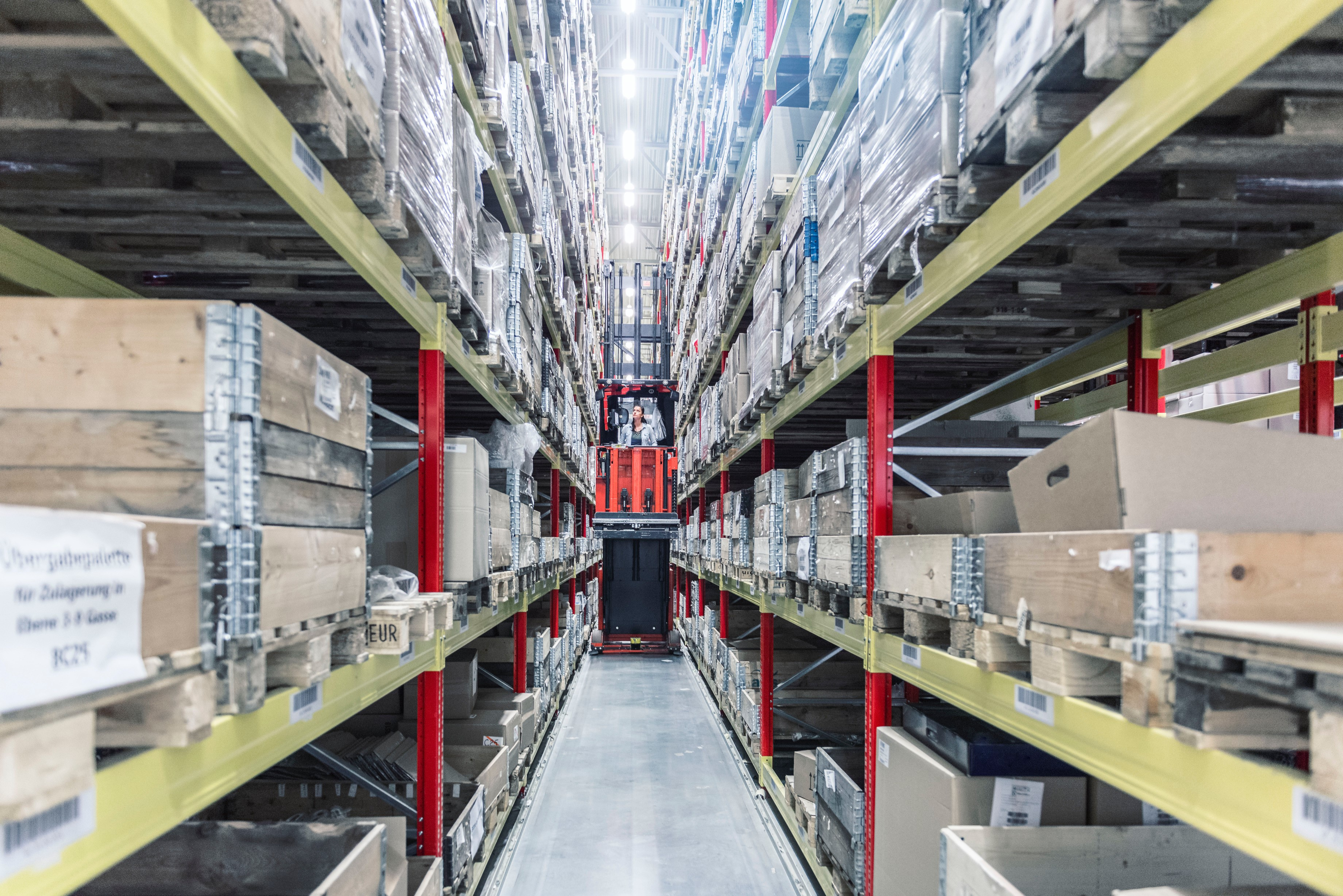
Lösungen für die Industrie von Simon Hegele

Die Simon Hegele Holding GmbH ist die Konzernmutter der Simon Hegele Unternehmensgruppe mit Sitz in Karlsruhe, eines weltweit agierenden Logistikers mit den Schwerpunktbereichen Healthcare, Industrie und Handel.

## Geschichte
1920 gründete Simon Hegele ein Möbeltransportunternehmen in Karlsruhe. Zunächst nur mit einem Pferdegespann ausgestattet, wurde der Fuhrpark bis zum Kriegsbeginn 1939 beständig erweitert und dann zu Kriegszwecken requiriert. Simon Hegele verstarb 1945.
Seine Witwe Helene Hegele baute die Spedition ab 1946 gemeinsam mit den Kindern Karl und Kurt neu auf. Zunächst wurden weiterhin hauptsächlich Umzugstransporte und Auslieferungsfahrten von Molkereiprodukten an den Einzelhandel durchgeführt. Anfang der 1960er Jahre kamen die ersten Hightech-Transportlösungen für Post-Sortieranlagen und Schaltschränke hinzu. Mit dem Unternehmenseintritt von Dieter Hegele, dem Sohn von Kurt Hegele, begann 1964 der Wandel vom Transportunternehmen zum Logistikdienstleister. 1974 verstarb Helene Hegele, 1983 schied Karl Hegele aus Altersgründen aus dem Unternehmen aus. 1985 wurde Dieter Hegele Gesellschafter. 1997 starb Kurt Hegele, der das Unternehmen bis zuletzt aktiv begleitet hatte.
Ab 1988 entwickelte sich Simon Hegele durch die Neugründung und den Erwerb von Tochterfirmen, Beteiligungen und Joint Ventures sowie die Eröffnung neuer Standorte zu einem weltweit agierenden Logistikunternehmen.
2014 übernahm Dieter Hegele gemeinsam mit der SH eins Beteiligungs GmbH alle Gesellschaftsanteile. 2017 bündelte Simon Hegele die weltweiten Aktivitäten in der neu gegründeten Simon Hegele Holding GmbH, an der sich auch die Manager Christoph Ludin, Christoph Sitzer (2020 ausgeschieden), Stefan Ulrich und Mike Winter beteiligten. Die Unternehmensgruppe wurde danach von Dieter Hegele und Stefan Ulrich als geschäftsführenden Gesellschaftern geleitet.
2018 baute Simon Hegele mit dem Erwerb einer Mehrheit an der eds-r Healthcare Logistics GmbH seine Aktivitäten in den Bereichen Demontage, Recycling und Refurbishment von Medizintechnikgeräten aus, mittlerweile gehört das gesamte Unternehmen zur Simon Hegele Gruppe.
Simon Hegele beteiligte sich im Jahr 2020 an den Unternehmen Kilian Metallverarbeitung GmbH (Baiersdorf) und Interflex Medizintechnik GmbH (Ulm). Die Gründung der Mobile Imaging GmbH erweitert das Dienstleistungsportfolio des Unternehmens. Die Internationalisierung wird durch die Gründung eines Tochterunternehmens in Frankreich und den Zukauf eines Unternehmens in Brasilien vorangetrieben. Diese Entwicklung setzte sich 2021 durch die Gründung eines Tochterunternehmens in Singapur fort.
Im Rahmen der strukturierten Nachfolgeregelung und eines Management Buyouts stieg das europäische Private-Equity-Gesellschaft EMZ Partners im Sommer 2021 mit einer minderheitlichen Beteiligung in die Simon Hegele Gruppe ein. Die bisherigen Gesellschafter waren danach weiterhin an der Unternehmensgruppe beteiligt. Am 30. September 2024 wurde der vollständige Verkauf der Simon Hegele Gruppe an Nippon Express verkündet.

## Unternehmensdaten
Die Unternehmensgruppe betreibt weltweit über 50 Standorte mit über 2.800 Mitarbeitern. Im Jahr 2022 lag der Umsatz bei 280 Millionen Euro. Die Logistikcenter des Unternehmens verfügen über rund 600.000 Quadratmeter Logistik- und Servicefläche.
Simon Hegele ist in Deutschland, dem Vereinigten Königreich, Frankreich, der Türkei, den USA, Australien, Mexiko, Brasilien sowie Singapur mit Niederlassungen und Tochterunternehmen vertreten.
Simon Hegele bietet branchenübergreifend Logistik- und Servicelösungen von der Beschaffung über die Ersatzteillogistik bis hin zu spezialisierten Verpackungslösungen, der Absicherung von Luftfracht und Reverse Logistics. Zu den angebotenen Dienstleistungen gehören außerdem sowohl die Fertigungsversorgung, die Warenkonfektionierung und Arbeiten zur Vor- und Endmontage von Produkten, als auch die Übernahme des strategischen und operativen Einkaufs und das Lieferantenmanagement. Mit 100 speziell ausgestatteten Fahrzeugen transportiert das Unternehmen Großgeräte mit empfindlichen, klimasensiblen Elektronikbauteilen. Zu den Kunden in diesem Segment zählen beispielsweise Siemens, Konica Minolta, Heidelberger Druckmaschinen, Stratasys und die NCR Corporation.